# ریچ پارسونز
ریچ پارسونز (انگلیسی: Rich Parson؛ زادهٔ ۱۶ مهٔ ۱۹۸۰) بازیکن فوتبال آمریکایی اهل ایالات متحده آمریکا است.
از باشگاه‌هایی که در آن بازی کرده‌است می‌توان به اوکلند ریدرز و واشینگتن ردسکینز اشاره کرد.